# Solís (Buenos Aires)
Solís es una localidad argentina de la provincia de Buenos Aires, perteneciente al partido de San Andrés de Giles.

## Población
Cuenta con 2,005 habitantes (Indec, 2014), lo que representa un incremento del 100% frente a los 1001 habitantes (Indec, 2010) del censo anterior.
| Gráfica de evolución demográfica de Solís entre 1991 y 2014 |
|                                                             |
| Fuente: Censos nacionales del INDEC                         |

## Historia
El 16 de julio de 1894 fue inaugurada la estación Solís, del Ferrocarril Central Argentino, en el ramal Victoria-Pergamino, sobre tierras de la estancia "La Argentina" del expresidente Julio Argentino Roca.
En 1901 se instaló sobre el camino a Zárate un almacén de ramos generales de la firma "José Terrén y Compañía", de la localidad vecina de Azcuénaga. Después cambió por la firma Francisco Gurría y Compañía. Fue, precisamente el aragonés Gurría, socio del almacén, quien con fines de extender la casa de comercio, se entrevistó con el general Roca para que le vendiera tierras, surgiendo la idea de Roca de donar las tierras para que se hiciera un pueblo frente a la estación.
Roca donó el terreno para que se fundara la escuela n.º 8, en 1906, que recientemente cumplió su centenario, y donó los ladrillos para que se comenzara la obra.
Poco a poco se fueron vendiendo terrenos y así nació el pueblo de Solís, hoy uno de los más pujantes del distrito.

## Geografía

### Sismicidad
La región responde a las subfallas «del río Paraná», y «del río de la Plata», y a la falla de «Punta del Este», con sismicidad baja; y su última expresión se produjo el 5 de junio de 1888 (137 años), a las 3.20 UTC-3, con una magnitud aproximadamente de 5,0 en la escala de Richter (terremoto del Río de la Plata de 1888).
La Defensa Civil municipal debe advertir sobre escuchar y obedecer acerca de 
Área de
- Tormentas severas, poco periódicas, con Alerta Meteorológico
- Baja sismicidad, con silencio sísmico de 137 años

## Entidades deportivas
Cuenta con el Club Social y Deportivo Solís, fundado en 1921 cuyo primer presidente fue el jefe de estación don José Brignolo. Otros presidieron la institución, que deportivamente se destacó en fútbol. Entre ellos están los socios: Carmelo Saulino, Mario Terrén, Noel Alvis, Osvaldo Feely, José A. Deleo, Justo Figueroa, Héctor Benavídez, Castro Néstor, Jorge Saulino y otros. Raúl Eduardo Erica fue el encargado de realizar los trámites para que el Club tenga personeria jurídica.

## Entidades educativas
La escuela N.º 8 fue fundada el 1 de mayo de 1906. Su primer director y maestro fue Germán Pérez de San Julián. Otras directoras que lo sucedieron son: Italia Scardiglia, Victoria Fieramonte, Nélida Massa, Ana María Mónaco de Terrén, Blanca Gahan de Terrén, Rosa Schenone de Erica, Inés Wilche de Bazán, Norma Chaparro, Marta Gallo de Dinardi, Raquel Costanzo, Mabel Bogarin, María del Carmen Monsalvo de Rey, Graciela Segovia, Valeria Botana,  Belén Malaisi y Karina Balostro (directora actual) . Hoy la escuela cuenta con una radio de frecuencia modulada (FM) de alcance local, la 102.5.
El jardín de infantes N.º 904. Su primera directora fue la Sra. Mabel Rabone de Saulino, gran propulsora del progreso de la institución, por lo que actualmente lleva su nombre.

## Personalidades
- Francisco Gurría: se instaló en Solís en 1901 al frente del almacén de ramos generales Casa Terrén. Tuvo mucho que ver con la formación de un pueblo frente a la estación.
- Germán Pérez de San Julián: primer director y maestro de grado de la escuela n.º 8
- José Brignolo: jefe de la estación ferroviaria, primer presidente del Club Social y Deportivo Solís
- Lucía Mabel Rabone de Saulino: contribuyó a la formación del jardín de infantes 904, que hoy lleva su nombre. Gran colaboradora de distintas entidades de la comunidad y la construcción de la capillita del pueblo llamada Nuestra Señora de Lourdes.
- Blanca Gahan de Terrén: Recordada maestra y directora de la escuela n.º 8, entre 1939 y fines de la década de 1950. Su labor docente aún es recordada. Contribuyó a la formación educativa de varias generaciones de soliseros.
- Mario C. Terrén: Vecino, socio del almacén de ramos generales Casa Terrén, contribuyó con su labor en distintas entidades locales. Presidió el Club Solís e integró la Sociedad de Fomento que realizó muchas obras entre ellas la llegada del servicio eléctrico en 1969. Antes había contribuido a fundar la cooperativa eléctrica de Azcuénaga (1965).
- Santos Pérez: de origen español, fue dueño de la primera estación de servicio ubicada sobre ruta 8. Gran dirigente comunitario
- José A. Deleo (Ñato): dirigente comunitario, presidió el Club Solís y tuvo mucho que ver con la creación de una sala de primeros auxilios en el pueblo
- Alicia Faccini de Segurola: recordada docente de la escuela 8, cuyo nombre lleva hoy su biblioteca escolar.
- Julio Enrique González: Propietario del restaurante Los Mellizos ubicado en la ruta 8. Gran propulsor de la infraestructura del pueblo, contribuyó con diferentes instituciones. Realizaba tareas de enfermería ad honorem  a domicilio.